# Nach dem Sturm (1948)
Nach dem Sturm ist ein Filmmelodram aus dem Jahre 1948 von Gustav Ucicky in einer Coproduktion zwischen Unternehmen aus Österreich, der Schweiz und Liechtenstein. Die Hauptrollen spielen Marte Harell und der aus dem Exil heimgekehrte Erwin Kalser. Maria Schell erhielt hier ihre erste Erwachsenenrolle. Die Geschichte entstand nach Carl Zuckmayers gleichnamigem Novellenentwurf, der jedoch erst ein Jahr darauf publiziert wurde.

## Handlung
Unmittelbar nach Kriegsende in Salzburg, Sommer 1945. Der US-Major Michael Sinclair beschlagnahmt für sich und seine Einheit die Villa des Baron von Tretini, der bereits von den Nationalsozialisten drangsaliert worden war. Barbara von Tretini, die Tochter des Barons, hat eine Zeit im nazistischen Arbeitslager hinter sich. Die seitdem gesundheitlich angeschlagene Klaviervirtuosin plant, ein Orchester auf die Beine zu stellen, denn Musik ist ihr ganzes Leben. Major Sinclair, der für die junge Frau Sympathie empfindet, ermöglicht ihr einen Erholungsaufenthalt im Tessin, wohin Sinclair ihr nachreist. Bald entwickelt sich eine Liebe zwischen den beiden, und man verlobt sich.
Als der totgeglaubte Verlobte Barbaras, der Komponist Thomas Esterer, aus der Kriegsgefangenschaft heimkehrt, verkomplizieren sich die Dinge schlagartig. Der Mann ist von Krieg und Gefangenschaft schwer gezeichnet. Der Musikkünstler hat Erfrierungen an den Händen und die Hoffnung auf ein Wiedersehen mit Barbara im Herzen. Sein letzter Besitz ist ein Barbara gewidmetes Klavierkonzert, das er komponiert hat. Hin- und hergerissen zwischen den beiden Männern, kann sich Barbara für keinen der beiden entscheiden. Sie sorgt zwar für die Aufführung des ihr gewidmeten Konzertes und spielt es am Klavier, verlässt aber, ehe der Jubelsturm aufbranden kann, vorzeitig die Vorführung. Als sich ein Gewitter über den See symbolhaft zusammenbraut, fährt sie in suizidaler Absicht mit dem Boot hinaus. Sie wird nach dem Sturm nicht mehr zurückkehren.

## Produktionsnotizen
Nach dem Sturm entstand im Mai und Juni 1948 im Filmstudio Bellerive (Kanton Aargau) und in Rosenhof (Zürich) (Innenaufnahmen) sowie in Ascona, San Salvatore (Kanton Tessin) und in Salzburg (letzte Aufnahmen Juli/August 1948). Die Uraufführung war am 17. November 1948 in Zürich, die österreichische Erstaufführung am 25. Februar 1949 in  Wien. Die deutsche Premiere fand am 28. Oktober 1949 im Münchner Kongresssaal statt.
Sigfrit Steiner, der hier eine Nebenrolle spielt, übernahm auch die Produktionsleitung. Otto Niedermoser und Robert Furrer schufen die Filmbauten, Max Haufler war Regieassistent Ucickys. Den Musiktext schrieb Kurt Nachmann. Den amerikanischen Major spielte mit Nicholas Stuart ein Kanadier.
Produzent Willy Wachtl (Jahrgang 1899), ein gebürtiger Tiroler, war zu dieser Zeit der mächtigste Kinobesitzer der Schweiz und zugleich Präsident des Schweizerischen Lichtspielverbandes.

## Kritiken
Hervé Dumont schrieb in Die Geschichte des Schweizer Films: „Ucicky, der unfähig ist, das Handlungsgerüst durch eine konsequente Poetisierung zu transzendieren, stürzt hoffnungslos in die Gefühlsduselei ab. Nach dem Sturm wird vor allem in Deutschland zum Grosserfolg, wo die Zuschauermassen Tränen über das Dilemma der aristokratischen Pianistin vergiessen, die zwischen dem schönen Major der Besatzungstruppen und dem totgeglaubten Verlobten … hin- und hergerissen ist...“

„Mäßig verfilmter Zuckmayer-Stoff.“